# Bahār
Der Bahār oder Buhār (arabisch بهار, DMG bahār, von Sanskrit bhāra „Last, Masse“), in europäischer Umschrift auch in den Formen Bohar, Behar, Bähar; Bar, Bhar, Bhahr, Baar, Bhahr, Baer, Barre, war ein Gewichtsmaß, das im internationalen Gewürz- und Spezereihandel in den Ländern des Indischen Ozeans und um den Persischen Golf zu Bedeutung gelangte. Sein Wert bewegt sich regional verschieden meist im Bereich um 200 bis 300 Kilogramm.

## Zum Begriff und frühe Angaben
Der Bahār wird schon bei den Geographen Ibn Chordadhbeh (gest. 912) und al-Muqaddasī (gest. ca. 1000) erwähnt. Nach Ibn Chordadhbeh bestand er aus 333 Mann (engl. Maund, ursprünglich wohl iranischer Herkunft), in Mekka bestand er nach al-Muqaddasī aus 300 Ratl, (das wohl aus dem arabisch-maghrebinischen Raum stammt), deren Verhältnis könnte zu der Zeit etwa 1:2 bis 1:3 betragen haben.
Nach Cardarelli (2003) ist für alte saudi-arabische Gewichtsmaße (ohne Datierung) zwischen dem größeren Bahar (Bokard) und dem kleineren Buhar (Kantar) zu unterscheiden, sie stehen im Verhältnis 1:3, mit 202,5 kg respektive 67,5 kg. Das kann die Bandbreite der Angaben erklären, wie sie sich schon bei Ibn Chordadhbeh und al-Muqaddasī finden.
Da je nach Art und Preis der Ware ein zeitlich und örtlich verschieden bemessener Satz auf das Grundgewicht zugeschlagen wurde, gab es enorme Schwankungen bei der Bemessung des Bahār-Gewichtes.
Der Name ist wahrscheinlich von dem Sanskrit-Wort bhāra ‚Last, Masse‘ abgeleitet. Nach Klimpert (1896) findet sich die Angabe, der Wert wäre als Traglast von der Stärke des jeweiligen Tieres abhängig (für Maultiere, Iran, 19. Jh.), auch das könnte andernorts und für andere Tragtiere gegolten haben.

## Arabien
- In Mekka bestand in der zweiten Hälfte des 17. Jahrhunderts 1 Bahār aus 15 Frasil zu je 10 örtlichen Mann gleich 30 Ratl. Dies ergibt für den Bahār 183,7 kg.[9]
- In Saudi-Arabien galt mit anderem Grundmaß auch 1 Bahar (Bokard) = 3 Buhar = 150 Mann = 450 Ratl = 202,5 kg, wobei das Buhar = 50 Mann = 150 Ratl = 67,5 kg dem Qintār (Kantar) entsprach.[6]
- In der Stadt Mokka war 1 Bahār 199,328 kg,[2] für Kaffee entspricht 1 Bohar 460 Mokkapfund[1][10] (á 487,5 Gramm)[11] d. h. 224,25 kg.
- In Bayt al-Faqīh entsprach 1 Bahār = 40 Frasil[12] bzw. 6000 Tuckeas[13] = 400 Mann = 800 Ratl = 369,9635 kg.[14]
- In Dschidda 1 Bahār = 10 Frasil = 100 Mann = 500 Ratl zu je 15 Ūqīya = 82,998 kg.[14]
- In Oman bestand der Standard-Bahār aus 200 Mann und entsprach 202,30 kg (so also dem saudi-arabischen Maß, mit anderer Unterteilung). Bei Steinsalz galt der doppelte Wert.[15] Dort und in Muskat finden sich auch Angaben bis zu 808 kg.[16]

## Persien (Iran)
- In Hormuz bestand im 16. Jahrhundert 1 Bahār aus 20 Frasil zu je 10 Mann. Der Bahār hatte somit einen Grundwert von 207,4 kg. Bei Zimt, feinem Aloeholz, Elfenbein, Sandelholz, chinesischem Campher, Walrosszähnen, Wachs, Schwefel und Zinn betrug der Bahār 217,8 kg, bei Kardamom, Kubeben-Pfeffer, Nelkenstielen, langem Pfeffer, Drachenblut und Aloe 248,8 kg.[7] Bei Weizen, Gerste, Reis, Hanf, Talg, Sumach, Sesam, Kohle, Fischleim, Leinsamen, Butter, Sesamöl, Senfkörnern und Seife entsprach der Bahār 420,88 kg.[9]
- Für das 19. Jahrhundert findet sich auch – ohne nähere Angabe – der Wert 118 bis 146 kg, als Traglast eines Maultieres.[3]

## Indien
- In Goa war 1 Bahar = 205,632 kg.[2]
- In Französisch-Indien galten 234,96 kg.[2]
- Auf Ceylon (Sri Lanka) war es im 18. und 19. Jahrhundert etwa 250 kg (500 Pfund, mit 1 Bahar = 20 Mound = 800 Seer genauer 226,796 kg), und entspricht so dem Candy.[17][18]

## Südostasien
- In Ambon, wo Gewürznelken mit diesem Maß gewogen wurden, war ein Bahar 270,692 kg.[2]
- In Aceh 192,06 kg, auf Banda 276,8 kg.[2]
- In Batavia (Jakarta) wurde unterschieden zwischen 1 Bahar (groß) = 276,844 kg und 1 Bahar (klein) = 184,563 kg.[2]
- Malakka 1 Bahar = 184,563 kg (wie Batavia, nicht Zinngewicht).
- Prince-of-Wales-Insel 1 Bahar = 193,53 kg.

## Ostafrika
- Im ehemals portugiesischen Mosambik war der Bahar ebenfalls im Gebrauch: 1 Bahar = 20 Frasil = 108,86 kg.[19]